# Serianus serianus
Espèce
Synonymes
- Garypinus serianus Chamberlin, 1923

Serianus serianus est une espèce de pseudoscorpions de la famille des Garypinidae.

## Distribution
Cette espèce est endémique du Mexique. Elle se rencontre au Sonora et en Basse-Californie du Sud vers le golfe de Californie.

## Description
Le mâle holotype mesure 2,5 mm et la femelle paratype 3 mm.

## Publication originale
- Chamberlin, 1923 : New and little known pseudoscorpions, principally from the islands and adjacent shores of the Gulf of California. Proceedings of the California Academy of Sciences, sér. 4, vol. 12, no 17, p. 353-387 (texte intégral).